# Tugamail
O Tugamail foi, até Dezembro de 2010, um serviço português de e-mail gratuito para o utilizador e destinado à comunidade lusófona, nomeadamente Portugal e PALOPs. Contou com serviços POP3, SMTP e WAP.

## História
Criado em 2002 por Júlio Manuel Olivares e Hernâni Cardoso, o Tugamail é um dos poucos serviços de e-mail que se mantiveram fiéis princípio inicial: oferecer caixas de correio sem custos para o utilizador.

Em 2002 oferecia caixas de correio com 10MBs, valor que foi sendo aumentado e que se situa atualmente (2008) em 50MBs por cada caixa.

Em 2008 atinge as 300 000 caixas de correio atribuídas, registando um crescimento superior ao programa estatal (ViaCTT) que visava dotar cada português de uma endereço de e-mail.

Em 2007 e devido a conjunto de fraudes oriundas do Brasil, o Tugamail inibe a atribuição de caxas de correio a utilizadores daquele país.

Em Dezembro de 2010 por motivos desconhecidos o Tugamail deixou de funcionar.